# Gentlemen der Erfolge
Gentlemen der Erfolge (russisch Джентльмены удачи Dschentlmeny udatschi, deutsch ‚Gentlemen des Glücks‘) ist eine sowjetische Filmkomödie aus dem Jahr 1971, geschrieben von Giorgi Danelia und Wiktorija Tokarewa.

## Handlung
Der Film handelt von einem Kindergärtner namens Troschkin, welcher exakt so aussieht wie ein Krimineller mit dem Pseudonym Dozent, der den Helm von Alexander dem Großen gestohlen haben soll, welcher auf einer archäologischen Ausgrabung gefunden wurde. Leiter der Expedition – Professor Malzew – begegnet zufällig Troschkin und hält ihn für diesen Kriminellen. Die Verwechslung wird schnell aufgeklärt und Troschkin wird gebeten, sich als Dozent auszugeben, um den Helm zu finden. Nachdem Dozent und seine Bande von der Polizei gefasst werden, wird er in eine andere Zelle gesperrt als seine Mittäter. Troschkin gibt sich als Dozent aus und täuscht Gedächtnislücken vor.
Die Kriminellen Fjodor Jermakow (Spitzname Kosoj) und Gawriil Scheremetjew (Spitzname Chmyr) können jedoch keine Angaben über den Verbleib des Helms machen, weil sie keine Moskauer sind und sich in Moskau nicht auskennen. Die Polizei organisiert eine Flucht aus dem Gefängnis in Zentralasien. Dabei flieht auch ein Kleinkrimineller, der mit dem Helmraub nichts zu tun hat – Wassili Alibabajewitsch Ali-Baba.
In Moskau wohnen die vier zunächst in einem verlassenen alten Haus, bis es wegen einer Unachtsamkeit von Wassili Alibabajewitsch Feuer fängt und niederbrennt. Schließlich wohnen sie in der Datscha von Professor Malzew, wobei Troschkin den Kriminellen erzählt, dass die Besitzer für lange Zeit verreist sind. Mit der Polizei (getarnt als Taxifahrer) fahren die vier in Moskau herum und suchen nach Orten, wo Dozent gewesen war. Troschkin versucht währenddessen, an das Gewissen der Kriminellen zu appellieren, damit sie ihre Lebensweise ändern und keine Verbrechen mehr begehen. Er hat damit jedoch keinen Erfolg, weil er seine wahre Identität nicht preisgeben kann.
Als die Polizei von der Flucht des echten Dozenten erfährt, ordnet sie an, die Operation zu stoppen. Troschkin besteht darauf, zusammen mit den Kriminellen Silvester zu feiern und dann seine wahre Identität zu offenbaren. Doch bevor er das machen kann, wird er von den Kriminellen geknebelt und gefesselt, weil sie das Versteckspiel satthaben und sich der Polizei ergeben wollen. Sie lassen Troschkin in der Datscha zurück und gehen zu einem See, in dem sie den Helm vermuten. Dort treffen sie auf den echten Dozent, der den Kosoj zwingt, in den See zu tauchen, um den Helm zu holen.
Inzwischen hat sich Troschkin befreit und eilt zum See, wo es zum Treffen der Doppelgänger kommt. Zu einem Blutvergießen kommt es nicht, weil Kosoj, Chmyr und Wassili Alibabajewitsch mit einem Paddel beide Doppelgänger bewusstlos schlagen. Sie wollen beide Dozenten der Polizei übergeben. Als die Polizei zum Ort des Geschehens kommt, wird der echte Dozent verhaftet, der Professor nimmt den Helm in Empfang und die drei Kriminellen werden von der Polizei einfach stehen gelassen. Dann hält eines der Polizeiautos an und Troschkin läuft auf die drei zu, um ihnen alles zu erklären, doch diese beschließen wegzulaufen.

## Veröffentlichung
Gentlemen der Erfolge wurde am 6. April 1973 erstmals in der DDR im Kino aufgeführt und lief am 28. Mai 1975 zum ersten Mal im DFF.

## Denkmal in Taras
In der südkasachischen Stadt Taras (von 1938 bis 1997 Dschambul) wurde den drei Protagonisten des Films, Fjodor Jermakow, Dozent (bzw. Jewgeni Troschkin) und Wassili Alibabajewitsch ein Denkmal in der Nähe des Neuen Marktes aufgestellt. Auf dem Denkmal steht schlicht ein Zitat aus dem Film (in russischer Sprache) von Wassili Alibabajewitsch: „Ich will nach Dschambul, dort ist es warm, dort ist meine Mutter.“